# 陳光乂
陳光乂，五代十国南汉文人。
陳光乂善于诗赋，雅尚辞藻，与王宏、王詡等人齐名。南汉高祖乾亨年间，在广州修成文德殿。陳光乂献上称颂文德殿的赋。南汉高祖看到后，大加称赏，赐给他珍珠数斤。